# Кумёны
Кумёны — посёлок городского типа в Кировской области России, административный центр Кумёнского района и Кумёнского городского поселения.

## География
Посёлок расположен в 62 км от областного центра на реке Большой Кумёне, площадь территории — 825 га.
Связь с областным центром осуществляется по автомобильной дороге Р169 Киров — Малмыж — Вятские Поляны.

## История
Село Кумёны основано по храмозданной грамоте вятского епископа Ионы от 9 августа 1678 года. Основателем села был Тимофей Фомич Юферев — сын хлыновского попа Фомы Юферева.
В 1678 году в Кумёнах было всего четыре дома. Силами этих четырех семей и была срублена большая деревянная Спасская церковь. Село Кумёны стало вотчиной Трифонова монастыря.
В 1741 году началось строительство каменной церкви, а в октябре 1745 года каменная Спасская церковь с приделом Введения Пресвятой Богородицы была освящена. В 1745 году в приходе села Кумёны было 295 дворов. 
В 1792 году из-за тесноты придельная Введенская церковь была разобрана и начато строительство теплой церкви на два престола.
В 1802 году в приходе Спасской церкви был 591 двор.
В 1838 году построена церковно-приходская школа.
5 августа 1845 года в Спасской церкви была крещена деревни Дудинской государственного крестьянина Михаила Карпова сына Прозорова и законной его жены Александры Ильиной дочь Евдокия — мать великого русского певца Федора Ивановича Шаляпина.
В 1897 году село Кумёны административно входили в Вятский уезд Кумёнская волость.
Советская власть установилась в 1918 году.
В годы советской власти церковь закрыли, были утеряны древние иконы, снесена ограда, колокольня разобрана для постройки школы.
Кумёны имеют статус посёлка городского типа с 1965 года.

## Климат
Климат умеренный континентальный.
| Показатель              | Янв.  | Фев.  | Март | Апр. | Май  | Июнь | Июль | Авг. | Сен. | Окт. | Нояб. | Дек.  | Год |
| ----------------------- | ----- | ----- | ---- | ---- | ---- | ---- | ---- | ---- | ---- | ---- | ----- | ----- | --- |
| Средняя температура, °C | −12,1 | −11,3 | −4,6 | 3,6  | 11,0 | 16,3 | 18,6 | 15,5 | 9,7  | 3,0  | −5    | −10,1 | 2,9 |
| Норма осадков, мм       | 42    | 29    | 35   | 31   | 49   | 73   | 71   | 69   | 56   | 61   | 47    | 44    | 452 |
| Источник: .             |       |       |      |      |      |      |      |      |      |      |       |       |     |

## Население
| 1959  | 1970  | 1979  | 1989  | 2002  | 2009  | 2010  | 2012  | 2013  |
| ----- | ----- | ----- | ----- | ----- | ----- | ----- | ----- | ----- |
| 1603  | ↗3730 | ↗5394 | ↗5588 | ↘5249 | ↘4890 | ↘4827 | ↘4771 | ↘4732 |
| 2014  | 2015  | 2016  | 2017  | 2018  | 2019  | 2020  | 2021  |       |
| ↘4697 | ↗4767 | ↘4677 | ↗4741 | ↘4738 | ↘4651 | ↘4518 | ↘4227 |       |

## Инфраструктура
- Детский сад «Берёзка»
- Детский сад «Колокольчик»
- Средняя школа
- Школа-интернат
- Детская школа искусств. Открыта 13 августа 1968 года как детская музыкальная школа[22]
- Дом детского творчества
- Спортивная школа
- Аграрно-технологический техникум. Открыт 26 ноября 1973 года[22]
- Центр культуры досуга. Здание открыто в 1967 году[23].
- Библиотека им. А. В. Фищева
- Районный краеведческий музей
- Центральная районная больница
- Универмаг. Открыт 6 марта 1968 года[22]
- АТП. Организовано в 1963 году[22]

## Русская православная церковь

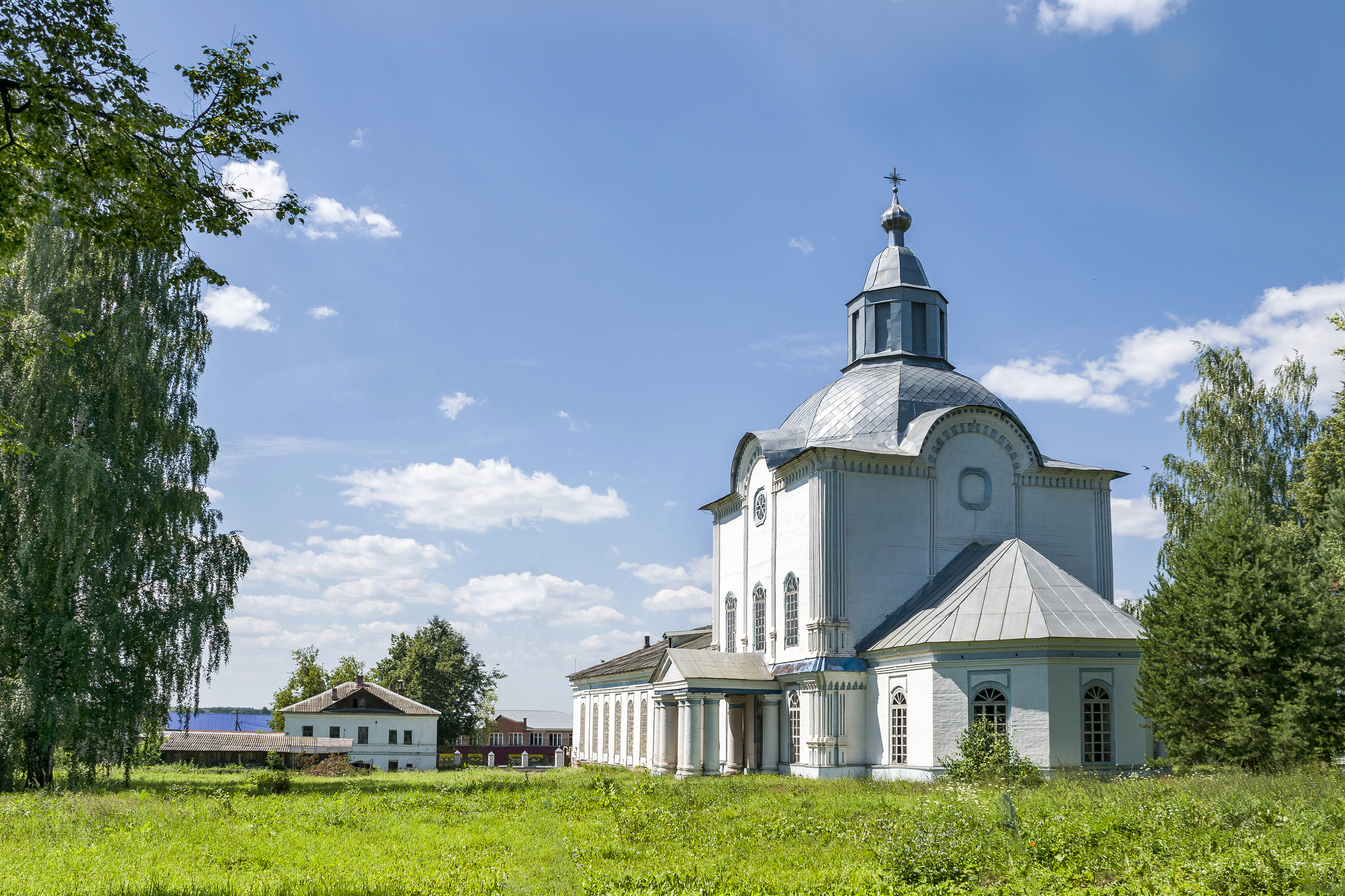
Храм Спаса Нерукотворного

- Храм Спаса Нерукотворного в Кумёнах[4]